# Иордания на летних Олимпийских играх 2000
Иордания принимала участие в Летних Олимпийских играх 2000 года в Сиднее (Австралия) в шестой раз за свою историю, но не завоевала ни одной медали.

## Состав сборной
Сборная страны состояла из 8 спортсменов (четверо мужчин и четыре женщины), которые выступили в соревнованиях по лёгкой атлетике, конному спорту, стрельбе, плаванию, настольному теннису, тхэквондо.
Самым юным участником сборной был 16-летний пловец Омар Абу-Фарес, самым старшей участницей сборной была 33-летняя Татьяна Аль-Нахар, игравшая в настольный теннис в одиночном разряде.
Принцесса Хайя, дочь короля Хуссейна, была в составе команды Иордании по конному спорту, ей было 26 лет. Она была знаменосцем сборной на церемонии открытия Игр.

## Результаты

### Конный спорт
Принцесса Хайя выступала в соревнованиях по конкуру, заняла 70 место.

### Настольный теннис
Женский одиночный разряд – Предварительный раунд
В предварительном раунде Татьяна Аль-Нахар сыграла с белоруской Татьяной Костроминой и шведкой Мари Свенссон, уступив им обеим.